# 皱纹盘鲍
Module:Autotaxobox第170行Lua错误：attempt to index a nil value
皱纹盘鲍（学名：Haliotis discus hannai）是盘鲍螺的一个亚种，分布于日本、朝鲜半岛和中国辽东半岛、胶东半岛一带沿海，现已成为一种广泛养殖的重要食用贝类。
皱纹盘鲍的贝壳中等大小，坚实，呈椭圆形，长、宽比为1.38～1.42:1。壳表面呈绿褐色或棕褐色，生长纹明显。壳内面呈银白色具有珍珠光泽。螺层三层。呼吸孔一般为4个。